# بروتين غشائي

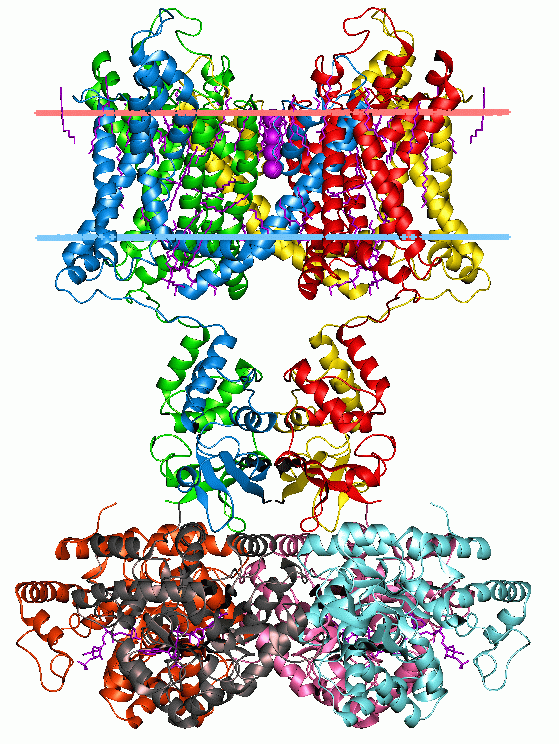

البروتينات الغشائية (بالإنجليزية: membrane protein)‏ جزيئات بروتينية ترتبط أو تترافق مع الأغشية الحيوية للخلايا الحية أو العضية. تشكل البروتينات الغشائية المكون الرئيسي الثاني لأغشية البلازما بعد الفوسفوليبيد. تتوضع الأحماض الأمينية للبروتينات الغشائية وفقًا للقطبية: الأحماض الأمينية المحبة للماء تكون قطبية، ولذلك فهي تكون على اتصال بالبيئات المائية للخلية (حيث تتواجد السوائل) من الجانب الداخلي والخارجي للخلية. في المقابل، تميل الجزيئات الكارهة للماء إلى أن تكون غير قطبية، ولذلك فهي تتجنب البيئات المائية وتكون منغرسة عبر الطبقة الثنائية. 1)ترتبط الأحماض الأمينية غير القطبية (كارهة للماء) مباشرة مع طبقة الليبيد الثنائية. 2) توجد الأحماض الأمينية القطبية (المحبة للماء) داخليًا وتواجه البيئات المائية للخلية. تكون البروتينات الغشائية إما متصلة بشكل دائم أو مؤقت بالغشاء. 1) ترتبط البروتينات الغشائية المدمجة بشكل دائم وعادة ما تكون عبر الغشاء(تمتد عبر الطبقة الثنائية). 2) ترتبط البروتينات الغشائية المحيطية مؤقتًا بالتفاعلات غير التساهمية وترتبط بسطح واحد من الغشاء. فيما يخص وظائفها، تؤدي بروتينات الغشاء مجموعة متنوعة من الوظائف الحيوية لبقاء الكائنات الحية: 1) تعمل بعض البروتينات كمستقبلات للغشاء، حيث تقوم بترحيل الإشارات بين البيئات الداخلية والخارجية للخلية. 2) تسمح بعض البروتينات الغشائية الجزيئات والأيونات بالمرور عبر الغشاء. تُسمى هذه البروتينات بالبروتينات الغشائية الناقلة.3) تساهم بعض البروتينات الغشائية يعملية التصاق الخلايا والتعرف على بعضها البعض والتفاعل. 4) الإنزيمات- تثبيت الأغشية يحدّد مسارات التمثيل الغذائي(الاستقلاب/الأيض).

## الأنواع
بروتينات الغشاء تتكون من عدد كبير من جميع البروتينات وتشمل ما يلي:
- بروتينات الغشاء مستقبلات تتابع الإشارات بين البيئتين الداخلية والخارجية للخلية.
- بروتينات النقل تتحرك الجزيئات والأيونات عبر الغشاء.
- خلية التصاق جزيئات تسمح الخلايا لتحديد بعضها البعض وتتفاعل. مثل البروتينات المشاركة في الاستجابة المناعية.